# Station Grudki
Station Grudki is een spoorwegstation in de Poolse plaats Grudki.